# Sandy Island (Grenada)
Sandy Island är en ö i Grenada. Den ligger i parishen Saint Patrick, i den nordöstra delen av landet, 25 km nordost om huvudstaden Saint George's.